# Otevřená španělská
Otevřená španělská je varianta španělské hry, která vzniká v pozici po 1. e4 e5 2. Jf3 Jc6 3. Sb5 a6 4. Sa4 Jf6 5. O-O tahem černého 5. … Jxe4. Černý bere centrálního pěšce a otvírá tak pozici. Charakter hry je proto zcela odlišný oproti častěji hrané zavřené variantě po 5. …Se7.
V otevřené španělské má bílý dvě dobrá pokračování. Nejjednodušší cestou, jak získat zpět pěšce je 6. Ve1, častěji se však hraje 6. d4. Ani zde obvykle černý pěšce nehájí a hraje se 6. …b5 7. Sb3 d5 8. dxe5 Se6. Bílý však musí počítat i s ne zcela korektní rižskou variantou, která vzniká po 6. …exd4.